# 薩溫齊 (亞爾莫林齊區)
49°5′17″N 26°47′21″E / 49.08806°N 26.78917°E
薩溫齊（烏克蘭語：Савинці）是位於烏克蘭西部的村莊，由赫梅利尼茨基州裡赫梅利尼茨基區的亞爾莫林齊市鎮負責管轄。該村面積3.74平方公里，海拔高度331米，2001年人口813，人口密度每平方公里217.4人。